# Miao Dao
Miao Dao (kinesiska: 庙岛) är en ö i Kina. Den ligger i provinsen Shandong, i den östra delen av landet, omkring 360 kilometer nordost om provinshuvudstaden Jinan. Arean är 1,7 kvadratkilometer. Den sträcker sig 2,7 kilometer i nord-sydlig riktning, och 1,3 kilometer i öst-västlig riktning.
Genomsnittlig årsnederbörd är 750 millimeter. Den regnigaste månaden är juli, med i genomsnitt 295 mm nederbörd, och den torraste är januari, med 11 mm nederbörd.